# Ruwe Honing
Ruwe Honing is een korte film uit 2008 die is geproduceerd door Armadillo Films in het kader van Kort! 8.

## Verhaal
Een echtpaar wil hun zoon ophalen van de psychiatrische kliniek om zijn verjaardag thuis te vieren: de dag verloopt anders dan gepland. 's Nachts komt er een mogelijk verontrustend telefoontje.